# Bickerstaffe
Bickerstaffe is een civil parish in het bestuurlijke gebied West Lancashire, in het Engelse graafschap Lancashire met 1180 inwoners.